# Manhattan Beach (Kalifornija)
Manhattan Beach je grad u američkoj saveznoj državi Kalifornija. Prema popisu stanovništva iz 2010. u njemu je živjelo 35.135 stanovnika.